# Ulrica Wilson
Ulrica Wilson (* 20. Jahrhundert in Massachusetts, USA) ist eine US-amerikanische Mathematikerin und Hochschullehrerin. Sie ist Professorin am Morehouse College, stellvertretende Direktorin für Diversität und Öffentlichkeitsarbeit am Institute for Computational and Experimental Research in Mathematics (ICERM) und ehemalige Vizepräsidentin der National Association of Mathematicians. Sie hat sich auf die Theorie nichtkommutativer Ringe und die Kombinatorik von Matrizen spezialisiert.

## Leben und Werk
Wilson wuchs in Birmingham (Alabama) auf und besuchte das Spelman College, wo sie 1992 ihren Abschluss erwarb. Sie promovierte 2004 an der Emory University bei Eric Saxton Brussel mit der Dissertation Cyclicity of Division Algebras over an Arithmetically Nice Field. Anschließend forschte sie als Postdoktorandin und wechselte dann 2007 an die Fakultät des Morehouse College.
2013 wurde sie stellvertretende Direktorin am ICERM, wo sie Mitglied des Bildungsrates ist. In Zusammenarbeit mit ICERM ist Wilson außerdem Co-Direktorin des REUF-Programms The Research Experience for Undergraduate Faculty. 2011 wurde Wilson Co-Direktorin des EDGE-Programmes, eines umfassenden Mentoring- und Schulungsprogramms zur Unterstützung der akademischen Entwicklung und Forschungsaktivitäten von Frauen in der Mathematik. Das Programm richtet sich an Frauen in fünf Zielgruppen, von neuen Doktorandinnen bis hin zu leitenden Lehrkräften. Die Ziele des EDGE-Programms bestehen darin, insbesondere aus unterrepräsentierten Gruppen die Zahl weiblicher Doktoranden in den Mathematikwissenschaften zu erhöhen und mehr Frauen in sichtbaren Führungspositionen in der Mathematikgemeinschaft zu platzieren.
Wilson ist Mitglied des wissenschaftlichen Beirats der Association for Women in Mathematics (AWM). Sie erhielt eine Reihe von Auszeichnungen und Stipendien, darunter Stipendien der Woodrow-Wilson-, der Ford- und der Irvine-Stiftung.

### Auszeichnungen (Auswahl)
- 2003: Marshall Hall Award[4]
- 2016: Morehouse College Vulcan Teaching Excellence Award
- 2017: Vulcan Teaching Excellence Award
- 2018: Presidential Award for Excellence in Science, Mathematics, and Engineering Mentoring
- 2019: Fellow der Association for Women in Mathematics[5]
- 2023: Award for Impact on the Teaching and Learning of Mathematics, AMS[6]